# Єрофєєв Костянтин Володимирович
Єрофє́єв Костянти́н Володи́мирович (Кость Єрофєєв (Єрофеєв, Єрофеїв), *29 травня 1966 — †25 серпня 2008, Київ) — український музикант, поет і журналіст.
Вокаліст та клавішник культового гурту «Рутенія» (1987—1992). Автор і виконавець «Маршу УНСО», а також сольного альбому «Легіонер. Дорогами війни та кохання».

## Життєпис
Навчався на фізичному факультеті Київського університету (1983—1990). У 1989—92 учасник гурту «Рутенія» (соліст та клавішник).

Лідер «Рутенії» Анатолій Сухий так пригадує знайомство з Костем:
|  | Він був одним з організаторів студентського товариства «Громада». Між інших були також Чемерис Володимир, я, Піховшек В'ячеслав, Корчинський Дмитро. Ми тоді вчились на фізичному факультеті Київського університету ім. Шевченка і жили в гуртожитку на Ломоносова. Там все і починалось. |

Після розпаду «Рутенії» у 1992 р. займався журналістикою. Був редактором регіонального відділу на телеканалі «Інтер», журналістом кількох друкованих видань. В останній період життя — редактором на сайті NEWSru.ua. У 2001 р. випустив сольний музичний альбом «Легіонер. Дорогами війни та кохання».
Помер на світанку 25 серпня 2008 р. Причина — зупинка серця.
Дмитро Корчинський записав у своєму блозі:
|  | Помер Костік Єрофеїв, надзвичайно талановитий співак, він мав все, щоб прославитися, крім спраглої публіки. Та що є, цілком задовольняється своєю звичною соломою. Вперше я зустрів його в гуртожитках фізичного факультету у 1988 р. Там тоді створився антирадянський гурток і його субкультуру творили чудовий автор пісень Толік Сухий та Костік… Браття, помоліться за нього. Якби ви чули, ви б знали, що втратили. |

Похорон відбувся на Київщині — в селі Селище Баришівського району.

## Дискографія
- Дискографія у складі «Рутенії»
- Сольний альбом «Легіонер. Дорогами війни та кохання» (2001).